# 韓爭春
韓爭春（1576年—1620年代），字太和，河南懷慶府孟縣人，明朝政治人物。

## 生平
韓爭春早有文名，萬曆四十六年（1618年）舉河南鄉試，天啟五年（1625年）以五十歲之齡成進士，獲授大理寺評事，不久去世。他外貌英偉，個性清高簡約，別人看見他都不禁肅然；他言論公正，不以私怨中傷他人，有古長者風範。

## 引用
1. 1 2  民國《孟縣志·卷六·人物上》：韓爭春，字太和，才氣雄邁，蚤著文名，年五十始成天啟乙丑進士，任大理寺評事，尋卒。其人貌甚偉，性尤高簡，見者肅然，言論持正，不以私憾中傷人，有古長者風。
2. ↑  民國《孟縣志·卷八·選舉》：韓爭春 萬歷戊午（舉人）